# Школьная забастовка за климат

Максимальное число участников «Школьных забастовок за климат» по странам
<1000
1000+
10000+
100000+
1000000+

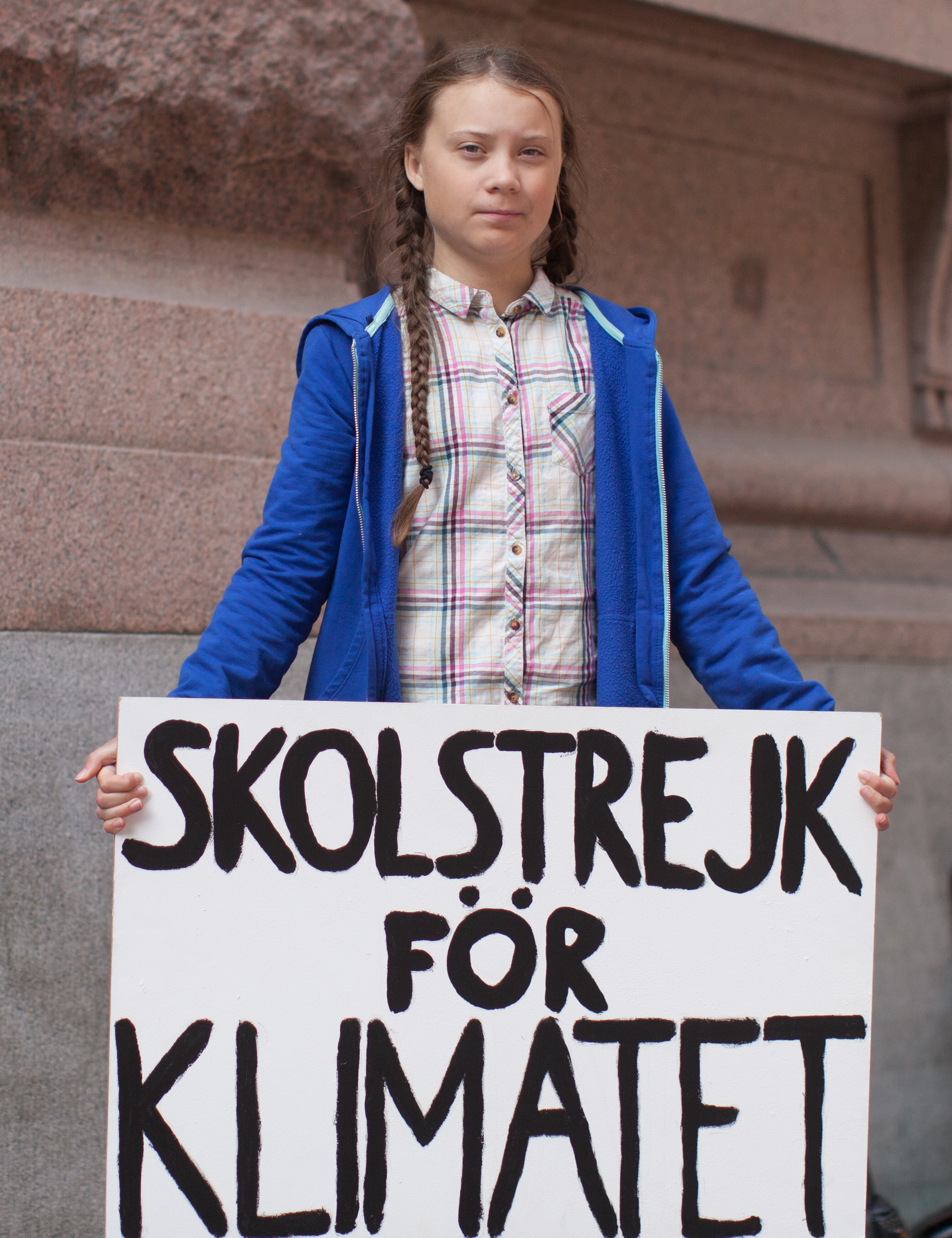
Грета Тунберг у здания шведского парламента с плакатом «Школьная забастовка за климат». Август 2018

«Школьная забастовка за климат» (швед. Skolstrejk för klimatet), или «Пятницы ради будущего» (англ. Fridays For Future, FFF), — международное общественное движение школьников и студентов, участники которого требуют от политиков «быстрых и решительных действий» по борьбе с глобальным потеплением.
В августе — сентябре 2018 года шведская школьница Грета Тунберг выходила с одиночными пикетами к зданию шведского парламента с плакатом «Школьная забастовка за климат». Спустя некоторое время под таким названием развилось общественное движение, заключающееся в митингах школьников и студентов, которые обычно проходят в пятницу и на которые школьники и студенты ходят вместо учёбы. На «глобальных забастовках» в марте и мае 2019 года собрались сотни тысяч школьников из более чем сотни стран мира, на «глобальной неделе» в сентябре 2019 года — 6-7 миллионов человек.
Самая крупная климатическая забастовка в России была проведена 27 сентября 2019 года: на неё вышло около 700 человек из 30 городов.

## Хронология акций

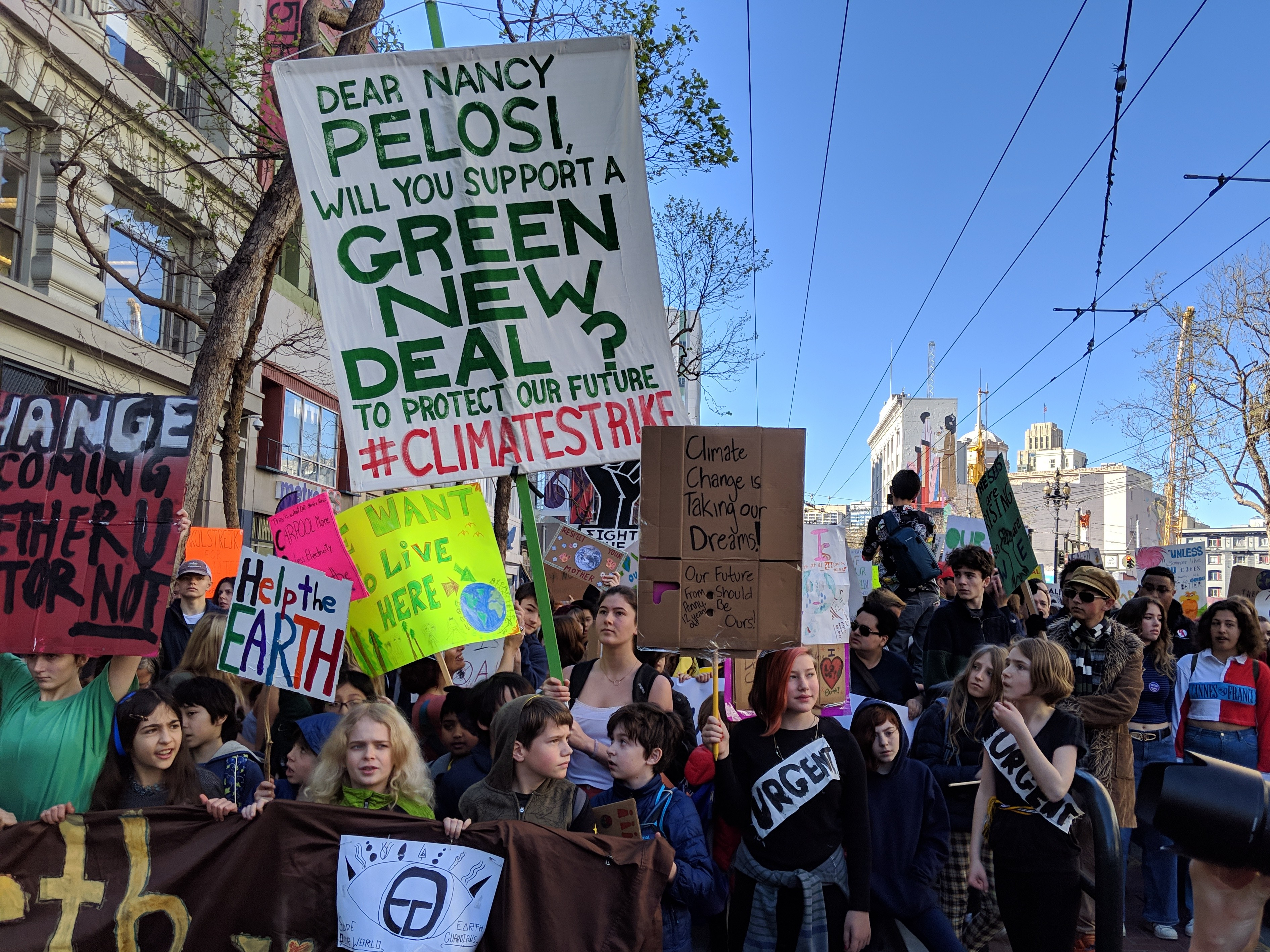
«Школьная забастовка за климат» 15 марта в Сан-Франциско

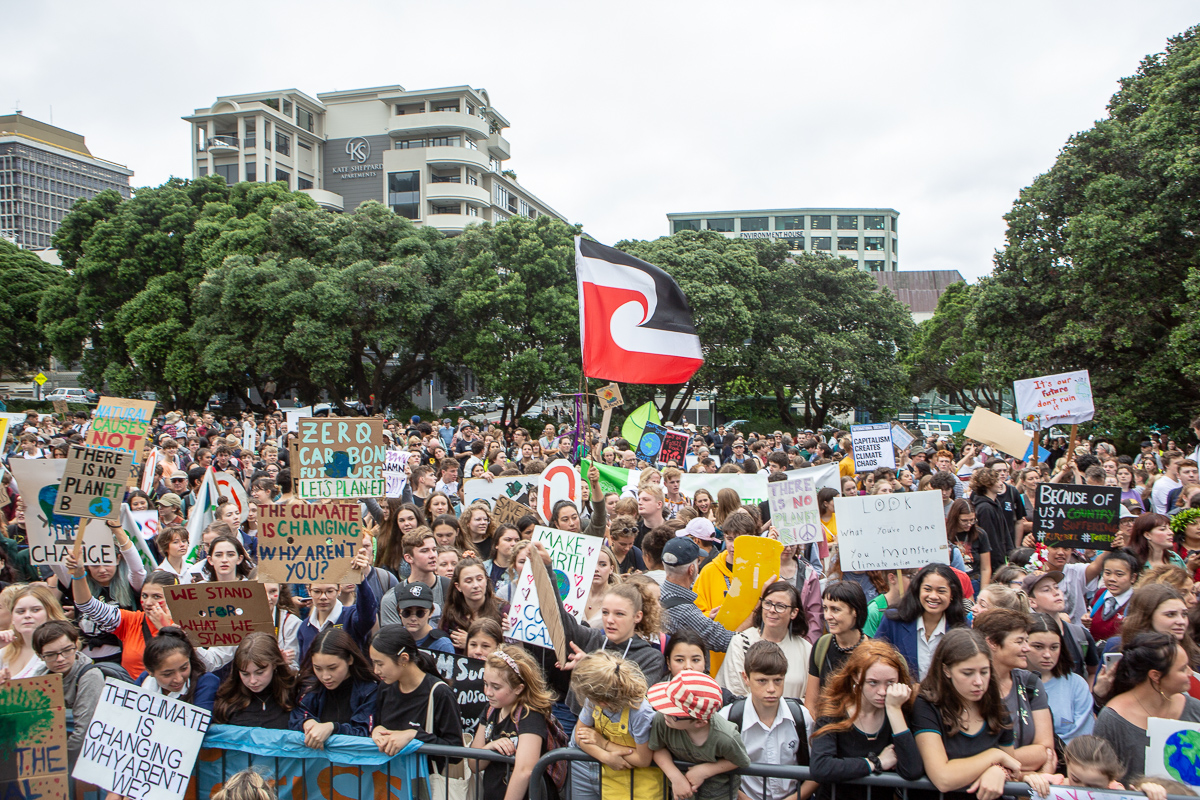
«Школьная забастовка за климат» в Веллингтоне, 15 марта

20 августа 2018 года, после рекордных лесных пожаров шведская школьница Грета Тунберг решила не ходить в школу до выборов в Швеции 9 сентября. Каждый день в течение двух недель она сидела у здания парламента с плакатом «Skolstrejk för klimatet» («школьная забастовка за климат»). Среди её требований было снижение выбросов парниковых газов в Швеции, в рамках Парижского соглашения.
7 сентября она объявила, что продолжит бастовать каждую пятницу, пока Швеция не начнет соблюдать Парижское соглашение.
В ноябре 2018 года в Австралии по пятницам бастовали тысячи студентов. Во время Конференции ООН о изменении климата в Катовице в декабре 2018 года забастовки прошли в 270 городах в Австралии, Австрии, Бельгии, Канаде, Голландии, Германии, Финляндии, Японии, Швейцарии, Англии и США.
В 2019 году забастовки продолжились в разных странах, в том числе в Новой Зеландии, Уганде и Колумбии. В Германии и Швейцарии протестовало 45 000 студентов.

### Первая «глобальная забастовка» 15 марта 2019
15 марта 2019 года прошла первая централизованно организованная «глобальная забастовка за климат» — около 2 000 акций в 123 странах. Общее число участников составило более 1,4 миллионов человек.

1 марта 2019 года 150 человек из глобальной координационной группы забастовки, включая Грету Тунберг, написали открытое письмо в The Guardian:
Мы, подростки, глубоко обеспокоены нашим будущим. […] Мы — будущее человечества без права голоса. Мы не будем больше мириться с этой несправедливостью. […] В конечном счете мы должны обращаться с климатическим кризисом как с кризисом. Это самая большая угроза в истории человечества и мы не будем мириться с бездействием правительств, которое ставит под угрозу всю нашу цивилизацию. […] Изменение климата уже происходит. Из-за него уже погибли люди, погибают сейчас и будут погибать в будущем, но мы можем и мы должны остановить это безумие. […] Мы требуем, чтобы мировые лидеры приняли ответственность и разрешили этот кризис. Вы подвели нас в прошлом. Если вы не оправдаете наши надежды в будущем, мы, молодежь, сделаем все сами. 
В России были запланированы акции в Москве, Новосибирске, Кирове и Ярославле, а также пикеты в Ижевске, но согласованы были акции только в Москве и Кирове. На Украине прошли акции в Киеве, Харькове, Днепре, Николаеве, Запорожье и Тернополе.

### Вторая «глобальная забастовка» 24 мая 2019
Вторая аналогичная акция началась в Новой Зеландии и Австралии. Сотни тысяч студентов бастовали по всему миру в более чем 1600 городах в 125 странах.

### Климатическая забастовка в Ахене 21 июня 2019
21 июня 2019 года около 40 000 студентов из 17 стран провели забастовку в немецком Ахене.
19 июня, незадолго до забастовки, город Ахен последовал примеру нескольких других германских городов и объявил состояние «климатического кризиса».
22 июня 2019 около 20 000 активистов из FFF и из движения На этом всё приняли участие в атаке на угольный карьер Гарцвайлер в земле Северный Рейн-Вестфалия на западе Германии, в ходе которой они ранили 8 полицейских, прибывших на защиту карьера, а также заблокировали на двое суток движение поездов между этим угольным карьером и угольной электростанцией, обеспечивающей электричеством весь Северный Рейн-Вестфалию. В совместном пресс-релизе FFF и «На этом всё» от 19 июня 2019 года было заявлено следующее: «Мы считаем гражданское неповиновение законной формой протеста. Это необходимо для защиты нашего будущего».

### «Глобальная неделя» 20-27 сентября 2019

Суммарное число людей, вышедших на протесты 20-27 сентября 2019 года.
1,000,000+
100,000+
10,000+
1,000+
100+
<100

20 и 27 сентября прошло две «глобальных забастовки» подряд, объединённых в единую «глобальную неделю климатических протестов». Акция была приурочена к Саммиту ООН по мерам в области изменения климата, прошедшему 23 сентября.
В акции 20 сентября 2019 года участвовало, по данным организаторов, около 4 миллионов человек из 156 стран. Наиболее массовая акция (250 тыс. участников) прошла в Нью-Йорке, на ней выступила лидер движения Грета Тунберг.
В день забастовки канцлер Ангела Меркель объявила о плане энергетического перехода в Германии, направленного на сокращение выбросов парниковых газов, на что предусматривается выделить 100 миллиардов евро.
В России было запланировано 27 акций, из них четыре — под эгидой движения. В Москве власти не согласовали митинг ни на одной из заявленных активистами площадок, поэтому учащиеся провели одиночные пикеты под лозунгом: «Давайте докажем миру, что Москва не с другой планеты».
По данным GreenPeace, в акции 27 сентября приняли участие 6,6 миллиона человек по всему миру. По оценкам «The Guardian» — около 6 миллионов человек. По оценкам группы 350.org, одного из организаторов акции, — 7.6 миллионов человек.
Митинг в Монреале, в котором участвовала Грета Тунберг, стал самым крупным — 500 тысяч человек по данным участников, или 300 тысяч по оценке городских служб. Митинг стал, таким образом, крупнейшим митингом в истории Квебека.
«Школьные забастовки за климат» в России прошли в 30 населенных пунктах, в них участвовало около 650 человек. В Мурманске к организатору пикета Марии Богдановой на работу пришли сотрудники ФСБ; они выясняли, что это за пикет, какая организация за ним стоит и предупреждали об ответственности.

### Цифровая забастовка за климат
С марта 2020 года, на фоне распространения коронавируса, Грета Тунберг призвала движение вместо того, чтобы собираться на улицах и городских площадях, сидеть дома с табличкой и размещать изображение в Интернете.

### Акции 2021 года
24 сентября 2021 года, за два дня до парламентских выборов в Германии и незадолго до климатического саммита в Глазго (СОР26), прошла новая глобальная акция за климат — она была запланирована в более чем в 1400 городах и населенных пунктах на всех континентах. Лидер движения  «Пятницы ради будущего» Грета Тунберг выступила в Берлине, где собралось от 50 до 100 тысяч человек.

## Fridays For Future в России
Движение российских климатических активистов существует с марта 2019 года. В этот же период были проведены крупные климатические массовые пикеты в нескольких крупных городах России. История движения в России началась с еженедельных одиночных пикетов по пятницам Аршака Макичяна. Создание движения стало отправной точкой для координации климатического движения в России, главная цель которого: усовершенствование политики страны в области климатического кризиса и повышение осведомлённости общественности по этой проблеме.
Fridays For Future России проводит тематические "пятницы", посвящённые острым экологическим проблемам: угроза Байкалу, катастрофа в Авачинской бухте, опустынивание, разлив топлива в Норильске, разрушение шихана Куштау в Башкортостане, лесные пожары в Сибири, пластиковое загрязнение, социальное неравенство, влияние ископаемого топлива на планету, вырубка лесов. Российские климатические активисты создают петиции, проводят онлайн-компании в соцсетях, присоединяются к глобальным климатическим забастовкам, в которых участвует больше 100 человек из России.
Самая крупная климатическая забастовка была проведена 27 сентября 2019 года, когда вышло в России около 700 человек в 30 городах и населённых пунктах.

## Оценка учёных
Подавляющее большинство ученых считают, что парниковый эффект, который нагревает землю, значительно усилен выбросами огромных объёмов углекислого газа и других парниковых газов, вызванных деятельностью человека.
31 января 2019 года более 3400 ученых подписали открытое письмо в поддержку «Школьных забастовок за климат» в Бельгии. Письмо гласит: «На основании фактов, предоставленных наукой о климате, участники кампании правы. Именно поэтому, мы, ученые, поддерживаем их».
13 февраля 2019 года в Англии 224 академика подписали открытое письмо, в котором выразили «полную поддержку студентам».
5 марта 700 немецких ученых подписали петицию в поддержку забастовок.
Более 12 000 учёных из Германии, Австрии и Швейцарии подписали петицию «Опасения молодых протестующих оправданны и поддерживаются наиболее передовыми научными знаниями» на сайте «Ученые за будущее». Основываясь на научных данных, учёные заявляют, что климатический кризис реально существует, но нынешние меры по защите климата, а также биоразнообразия, лесов, морских ресурсов и почвы далеко не достаточны. Мобилизация учащихся в рамках движения «Пятницы ради будущего» показывает, что молодые люди поняли опасность ситуации. Подписанты петиции всецело одобряют их требование быстрых и решительных действий.
В петиции на сайте швейцарской ежедневной газеты Le Temps 262 швейцарских, французских и бельгийских исследователя осудили бездействие государственных органов перед лицом изменения климата и призвали к участию в глобальной забастовке за климат 15 марта.
В апреле 2019 года письмо под заголовком «Опасения молодых протестующих оправданны» было опубликовано в Science и подписано 3000 ученых со всего света.
В июне 2019 года 1000 медицинских работников в Британии, включая профессоров и общественных деятелей, призвали к широкому ненасильственному гражданскому неповиновению в ответ на «крайне неадекватные» действия властей по предотвращению климатического кризиса.

## Мнения политиков
Канцлер Германии Ангела Меркель назвала климатические забастовки учащихся «очень хорошей инициативой».
Бывший президент США Барак Обама отметил заслугу «мужественных, преданных своему делу молодых лидеров, которые выступают за спасение единственной планеты, которая у нас есть. Это такие люди, как 16-летняя Грета Тунберг, чьи протесты у парламента Швеции привели к созданию движения».
Протестующих критиковали как прогульщиков школы. В некоторых школах в различных странах уставом предусмотрены штрафы за пропуск занятий без уважительной причины. Так, например, в Германии на уровне правительства земли Северный Рейн-Вестфалия было одобрено применение штрафов в размере от 100 до 150 евро к родителям, чьи дети пропускают занятия в связи с протестами.
Премьер-министр Великобритании Тереза Мэй критиковала школьников, участвующих в экологических забастовках, за трату учебного и учительского времени.
Премьер-министр Австралии Скотт Моррисон призвал протестующих «больше учиться и меньше заниматься активизмом».